# Aegyptocetus tarfa
Aegyptocetus tarfa és una espècie extinta de cetaci de la família dels protocètids que visqué a l'oceà de Tetis durant l'Eocè mitjà, fa entre 38 i 41 milions d'anys. Se n'han trobat restes fòssils a Egipte. Es tracta de l'única espècie del gènere Aegyptocetus. Era un animal semiaquàtic que tenia el crani adaptat per a l'audició dins de l'aigua i, alhora, la columna vertebral semblant a la d'altres protocètids terrestres que havien de suportar el pes del seu cos a terra ferma. L'anatomia del rostre i el crani es podria interpratar com un indicador que cercava aliment al fons del mar. El nom genèric Aegyptocetus significa ‘balena d'Egipte’, mentre que el nom específic tarfa es refereix al Wadi at-Tarfa, la seva localitat tipus.